# Dykmedicin
Dykmedicin är nära besläktat med hyperbar fysiologi, den del av medicinen som behandlar människa i övertrycksmiljö. Den svenska läkare som kan anses mest erfaren inom dessa områden är idag Hans Örnhagen.

## Andningsgas
Under ett dyk varierar omgivningstrycket med djupet, man räknar förenklat med cirka 1 ATÖ per 10 meter havsvatten. Andningssgasens täthet ger upphov till flera problem.
- De adiabatiska effekterna gör att andningsgasen är kall när den kommer ur gasflaskan.
- Flödesmotståndet ökar med ökad gastäthet. Detta leder till ökat andningsmotstånd. Ur mer lättsam synvinkel förändras röstens tonläge uppåt och man får en Kalle Anka-röst.
- Den ökade mängden gas som fås med varje andetag vid högre tryck leder till större energiförluster då den skall värmas av lungorna.
- De ingående gasernas partialtryck ökar enligt Daltons lag.

Det sistnämnda ger upphov till att ren syrgas blir giftigt på cirka 6 meter och vanlig luft på cirka 56 meter. Dessutom orsakar det ökade partialtrycket av kväve kvävenarkos, vilket är nära besläktat med vad som upplevs under lustgasrus.
För att minska effekterna av kvävenarkos och göra det möjligt att dyka djupare än tidigare möjligt kan man idag använda gasmixturer innehållande helium, syre och kväve, så kallad Trimix. För att minska kväveupptaget kan Nitrox användas.

## Dekompressionssjuka
Dekompressionssjuka, vanligen kallad dykarsjuka orsakas av förhöjda värden av inert gas löst i kroppens vävnad. Vid uppstigning lösgör sig gasen och bildar då små gasblåsor som täpper till delar av blodomloppet. Symptomen kan komma direkt efter avslutat dyk men även dröja upp till dygn. Om flygning sker i anslutning till dykning ökar risken markant.
En bidragande riskfaktor till dykarsjuka är ett medfött hjärtfel kallat patent foramen ovale. De små gasbubblorna som bildas i blodet under tryckreducering kommer in i hjärtat med det venösa blodet och går normalt vidare till lungorna där gasbubblorna fastnar i alveolerna och vädras ur. På personer med patent foramen ovale kan dessa gasbubblor slinka igenom det hål som då finns i hjärtat och komma ut på artärsidan av blodomloppet för att sedan fastna i kapillärerna.
Symptom, typ 1
- Hudmarmoreringar.
- Smärta i led(er).
- Kittlingar eller klåda i huden (dykarloppor).
- Ovanligt trötthet.

Symptom, typ 2
- CNS problem.
- Yrsel, illamående.
- Andningsbesvär.

Att andas syrgas vid olycksfall med dekompressionssjuka hjälper att lindra symptomen och syresätta vävnader kring området blockerat av inertgasens bubblor. Observera att vid alla fall av symptom av dekompressionssjuka bör läkare kontaktas.
Behandling av dekompressionssjuka görs i tryckkammare. Lyckligtvis tillfrisknar de flesta av de som söker hjälp efter ett par behandlingar. Väntar man däremot med att få diagnos och behandling finns stor risk för kroniska skador.

## Luftemboli
Enligt Boyles lag expanderar gaser när trycket minskar. Detta kan leda till ytterst allvarliga fall av luftemboli, även kallad lungsprängning. Den allvarligaste formen, kallad artiell gasemboli leder till att luftbubblor letar sig in i lungvener och vidare upp till hjärnan. Detta kan leda till kramper och medvetslöshet.
Precis som vid dekompressionssjuka är ren syrgas tillsammans med omedelbar transport till sjukhus att rekommendera.

## Kyla och värme
Eftersom vatten leder bort värme cirka 25 gånger effektivare än luft är det viktigt att använda någon form av dykardräkt. Huvudsakligen används våtdräkt och torrdräkt.
En ofta glömd fälla är dykardräkten under sommarmånaderna. Att bära tung utrustning iförd igean inträffa om saltvatten har kommit in i lungorna och lämnar kvar salt, som genom osmos drar över vätska från blodkärlen till alveolerna.

## Könsskillnader
Idag finns inga belägg för att de påfrestningar som en dykare utsätts för skulle påverka kvinnor och män på olika sätt. Däremot rekommenderas inte gravida att dyka då ingen vet vilka effekterna kan vara på fostret.